# De aanbidding door de wijzen (Justus van Gent)
De aanbidding door de wijzen is een schilderij uit omstreeks 1465 dat wordt toegeschreven aan Justus van Gent. Het is een zogeheten Tüchlein, een schildering in lijmtempera op doek. Dergelijke doeken zijn heel kwetsbaar en zelden bewaard gebleven. Er zijn ook enkele voorbeelden van Dirk Bouts en Hugo van der Goes bekend.

## Toeschrijving
Justus van Gent wordt meestal vereenzelvigd met Joos van Wassenhove, een schilder uit de omgeving van Hugo van der Goes, en het is juist Hugo van der Goes aan wiens werk dit schilderij sterk doet denken. Er zijn dan ook auteurs die menen dat het een vroeg werk van Van der Goes is. Anderen zien hierin een aanwijzing dat Van Wassenhove zijn mentor was voordat Joos naar Italië vertrok. In elk geval kenden ze elkaar goed, want Joos van Wassenhove stond borg voor Hugo van der Goes toen deze lid werd van het schildersgilde in 1467.
Vooral de oudere personen op het doek vertonen verwantschap met het werk van Hugo van der Goes, terwijl de wat stijve, langgerekte figuren herinneren aan Dirk Bouts, die soms als leermeester van de beide Gentse kunstenaars wordt gezien. Voor de realistische portretten van de Afrikaanse personen lijkt drie keer dezelfde man model te hebben gestaan. Hij lijkt sprekend op zijn tegenhanger op de Calvarietriptiek, het enige andere Gentse werk dat aan Justus van Gent wordt toegeschreven, en loopt vooruit op de elegante jongste koning op het Monforte-retabel van Hugo van der Goes.

## Voorstelling

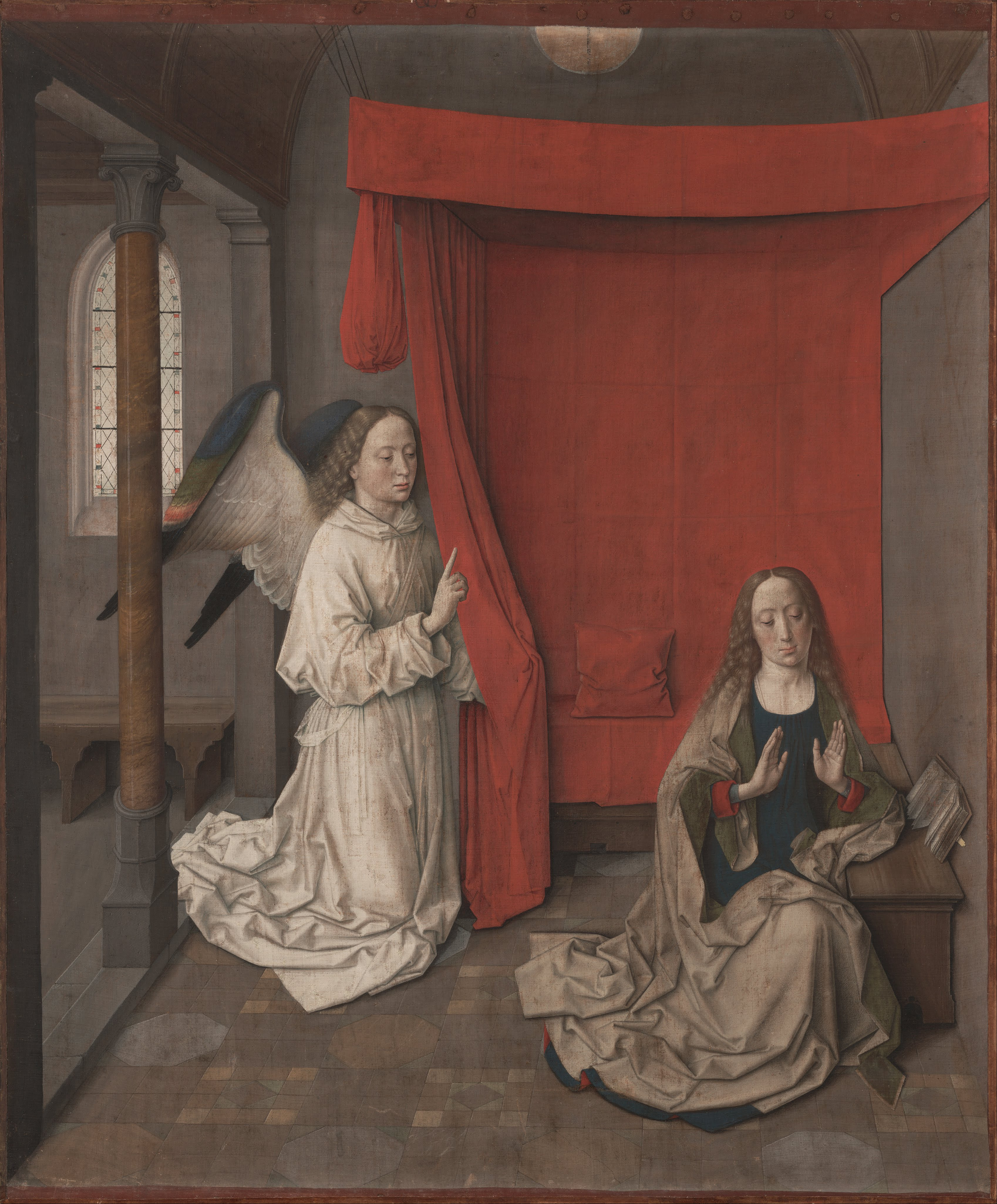
Een Tüchlein door Dirk Bouts: De annunciatie, ca. 1450-1455, J. Paul Getty Museum, Los Angeles

Het schilderij biedt een statige uitbeelding van de Epifanie, verrijkt met symboliek die betrekking heeft op de eucharistie. De gebeurtenis vindt niet plaats in de stal maar in een vervallen kasteel. De kribbe is vervangen door de thalamus virginis, het bruidsbed van de Maagd als symbool van haar mystiek huwelijk met Christus. Op de achtergrond zijn andere ruimtes zichtbaar met links Jozefs timmermansspullen en rechts de os en de ezel.
Op het tafeltje vooraan is de gebruikelijke kom met pap vergezeld van twee broden en glas wijn, die beide vooruitwijzen naar het Laatste Avondmaal. Het offer dat Christus aan de mensheid zal brengen wordt ook gesymboliseerd door het beeldje op het geschenk van de jongste koning. Het stelt de pelikaan voor die haar kinderen voedt met haar eigen bloed. Het ronde stenen voorwerp vooraan is de voet van de zuil waaraan Christus gegeseld werd. Aan de linkerkant staat het gevolg van de wijzen toe te kijken. Op de achtergrond verrijzen twee exotische bouwwerken. De toneelachtige enscenering is vergeleken met een tableau vivant dat wellicht geïnspireerd was op mysteriespelen.

## Herkomst
Het schilderij is waarschijnlijk gemaakt voor een Spaanse opdrachtgever, mogelijk Don Pedro Fernández de Velasco, graaf van Haro en condestable van Castilië, voor het Santa Clara-klooster in Medina de Pomar bij Burgos, waar het eeuwenlang heeft verbleven. Het klooster werd in de tweede helft gebouwd als pantheon voor de familie Fernández de Velasco. Dit kan ook de keuze voor doek als drager verklaren: het schilderij kon opgerold worden en was gemakkelijker te vervoeren dan een paneel.
Aan het begin van de 20e eeuw kwam het terecht in de collectie Seligman in New York en vanaf 1925 in die van George en Florence Blumenthal in New York, die het in 1941 nalieten aan het Metropolitan Museum of Art.